# 1044 w polityce

Herb Lotaryngii

Wydarzenia polityczne w 1044 roku.

## Wydarzenia
- Godfryd II Martel, hrabia andegaweński podporządkowuje sobie Tours i obszar dolnej Loary[1].
- Kazimierz I Odnowiciel funduje klasztor benedyktynów w Tyńcu[2].
- Powstało Pierwsze Imperium Birmańskie[3].
- Wyprawa niemiecko-czeska na Węgry[4][5].

## Urodzili się
- (lub 1043) Rodrigo Díaz de Vivar, znany jako Cyd (data niepewna)[6][7].

## Zmarli
- 19 kwietnia Gozelo I Wielki, książę Lotaryngii[8].